# Blauwkopkroonparelhoen
Het blauwkopkroonparelhoen (Guttera verreauxi) is een vogel uit de parelhoenderfamilie, de Numididae. De vogel werd in 1870 door Daniel Giraud Elliot geldig beschreven als Numida verreauxi. Het hoen komt voor in Sub-Sahara Afrika.

## Kenmerken
Het heeft een totale lengte van ongeveer 50 cm en het verenkleed is zwart met witte stippen. Het heeft een kenmerkende gekrulde zwarte kuif boven op de kop, die het eenvoudig onderscheidt van de andere soorten parelhoenders, behalve het kuifparelhoen. Kenmerkend voor deze soort is de geheel blauw gekleurde kop.

## Verspreiding, ondersoorten en leefgebied
Er zijn twee ondersoorten
- G. v. sclateri: in het noordwesten van Kameroen
- G. v. verreauxi: Guinea-Bissau tot westelijk Kenya, Angola en Zambia

Het hoen kan worden aangetroffen in bosrijke gebieden, soms in combinatie met grasvlakten. Het is geen bedreigde soort.